# Mario Suárez (Sänger)
Mario Enrique Quintero Suárez, kurz Mario Suárez (* 29. Januar 1926 in Maracaibo; † 14. November 2018 ebenda), war ein venezolanischer Sänger.
Quintero Suárez kam mit seiner Familie 1936 nach Caracas und begann seine Laufbahn als Sänger in Amateurprogrammen des Rundfunks. Mit Unterstützung Teo Capriles’ wurde er 1943 in den Coro Juan Manuel Olivares aufgenommen, mit dem er seine ersten professionellen Auftritte am Nationaltheater hatte. Im gleichen Jahr trat er auch mit Billo Frómetas Orchester auf.
1946 ermöglichte Julio Rodriguez Tellería es ihm, bei Radio Caracas Radio zu singen, was ihm die Unterstützung des mexikanischen Sängers Pedro Vargas brachte. Ab 1953 arbeitete er mit Juan Vicente Torrealbas Los Torrealberos zusammen, mit denen er Songs wie Mujer llanera, Sabaneando, La paraulta, Rosangelina und La potranca zaina populär machte. Daneben trat er auch mit den Orchestern von Luis Alfonzo Larrain, Aldemaro Romero und Chucho Sanoja auf.
Mit Antonio Ríos, Carlos Lander und Sótero Rodriguez gründete Suárez 1950 die Gewerkschaft Federación Unificada de Trabajadores de Venezuela. 1958 wurde er zum Chefveranstalter für öffentliche Schaudarbietungen im Hauptstadtbezirk und im Bundesstaat Miranda ernannt. Ab 1966 war er für zwei Wahlperioden Präsident der venezolanischen Vereinigung der Bühnenkünstler (Asociación Venezolana de Artistas de la Escena).